# 63-я пехотная дивизия (вермахт)
63-я пехотная дивизия (нем. 63. Infanterie-Division) — тактическое соединение сухопутных войск вооружённых сил нацистской Германии периода Второй мировой войны. Дивизия должна была быть развёрнута в конце Второй мировой войны, однако, планы по её развёртыванию на практике реализованы не были.

## История
63-я пехотная дивизия планировалась командованием Сухопутных войск Вермахта к развёртыванию с 12 апреля 1945 года, однако, она так и не была сформирована.
Согласно документации от 22 марта 1945 года, дивизия должна была быть направлена к голландскому побережью. Первоначально командиром дивизии был генерал-лейтенант Эрих Дистель, которого позже сменил полковник Польстер.
Никакое настоящее подразделение размером с дивизию под названием 63-я пехотная дивизия никогда не использовалось в бою, но это название было дано гораздо меньшему военному подразделению. Ссылка на 63-ю пехотную дивизию впервые была сделана в немецком документе от 12 апреля 1945 года, где фиктивная дивизия числилась в резерве Главнокомандования Вермахта «Запад». На самом деле войска, получившие название 63-й пехотной дивизии, были полком «Альвенслебен». Кодовое название полку было присвоено 22 марта 1945 года.
63-я пехотная дивизия была одной из четырех дивизий, сформированных в оккупированных Нидерландах в соответствии с приказом от 28 февраля 1945 года. Другими ложными формированиями, сформированными таким образом, были 219-я, 249-я и 703-я пехотные дивизии.

## Местонахождение
- с февраля по апрель 1945 (Нидерланды)

## Командиры
- генерал-лейтенант Эрих Дистель
- полковник Польстер

## Состав (март 1945)
- 160-й гренадерский полк (Grenadier-Regiment 160)
- 492-й гренадерский полк (Grenadier-Regiment 492)
- 625-й гренадерский полк (Grenadier-Regiment 625)
- 963-й противотанковый дивизион (Panzerjäger-Abteilung 963)
- 63-й фузилёрный батальон (Füsilier-Bataillon 63)